# Liga spravedlnosti Zacka Snydera
Liga spravedlnosti Zacka Snydera (v anglickém originále Zack Snyder's Justice League) je americký akční film z roku 2021 režiséra Zacka Snydera, natočený na motivy komiksů z vydavatelství DC Comics o stejnojmenném superhrdinském týmu. Jedná se o režisérský sestřih snímku Liga spravedlnosti, pátého filmu série DC Extended Universe (DCEU), v takové podobě, v jaké jej Snyder zamýšlel předtím, než odstoupil z procesu výroby původního snímku. V hlavních rolích se představili Ben Affleck, Henry Cavill, Gal Gadotová, Jason Momoa, Ezra Miller a Ray Fisher.
Kinoverze Ligy spravedlnosti, která měla premiéru v listopadu 2017, prošla během své produkce množstvím problémů. V jejím scénáři docházelo v letech 2016 a 2017 před natáčením i během něj k výrazným změnám. V průběhu postprodukčního procesu snímku, a krátce po smrti své dcery, režisér Snyder od projektu v květnu 2017 odstoupil. Film převzal Joss Whedon, který jej poté dokončil, ačkoliv v titulcích zůstalo Snyderovo jméno. Pod Whedonovým vedením vznikly přetáčky a další změny, které do snímku začlenil na základě požadavků studia Warner Bros. Patřilo k nim nadějnější vyznění filmu a více humoru, zatímco stopáž snímku byla výrazně zkrácena. Film, který získal smíšená hodnocení kritiky, ale nebyl v kinech úspěšný a jeho tržby se staly propadákem, což vedlo k přehodnocení budoucnosti série DCEU ze strany Warner Bros., které se poté soustředilo na přípravu samostatných filmů s postavami DC Comics.
Když se objevily na veřejnosti zprávy o problematické produkci snímku a jeho stavu před Snyderovým odchodem, množství fanoušků vyjádřilo zájem o alternativní sestřih snímku, který by odrážel Snyderovu vizi. Fanoušci, herci i členové štábu se posléze účastnili peticí na podporu takového sestřihu, který získal přezdívku Snyder Cut. Insideři ve filmovém průmyslu však považovali jeho vydání za nepravděpodobné. V roce 2020 se ale studio Warner Bros. rozhodlo alternativní verzi filmu věnovat. Zack Snyder během května 2020 oznámil, že původní sestřih bude pod názvem Zack Snyder's Justice League vydán na streamovací službě HBO Max. Cena za jeho dokončení dosáhla částky 70 milionů dolarů, za které byly vytvořeny vizuální efekty a hudba, snímek byl sestříhán a v průběhu října 2020 natočil Snyder nový materiál. Původně zamýšlené vydání v podobě čtyřdílné minisérie bylo změněno ve prospěch přibližně čtyřhodinového filmu. Ve světě byl snímek zveřejněn především na různých streamovacích platformách HBO, v Česku potom na HBO Go. Vydána byla taky černobílá verze s názvem Liga spravedlnosti Zacka Snydera: Spravedlnost je šedá (v originále Justice League: Justice Is Gray).

## Příběh
Po smrti Supermana ve filmu Batman v Superman: Úsvit spravedlnosti (2016) se Batman a Wonder Woman vydají do svého hrdinského týmu Liga spravedlnosti získat Flashe, Aquamana a Cyborga, aby ochránili svět před Steppenwolfem, který se svou armádou paradémonů hledá tři Mateřské krychle.

## Obsazení
- Ben Affleck jako Bruce Wayne / Batman
- Henry Cavill jako Kal-El / Clark Kent / Superman
- Amy Adams jako Lois Lane
- Gal Gadotová jako Diana Prince / Wonder Woman
- Ray Fisher jako Victor Stone / Cyborg
- Jason Momoa jako Arthur Curry / Aquaman
- Ezra Miller jako Barry Allen / Flash
- Willem Dafoe jako Nuidis Vulko
- Jesse Eisenberg jako Lex Luthor
- Jeremy Irons jako Alfred Pennyworth
- Diane Lane jako Martha Kent
- Connie Nielsen jako Hippolyta
- J. K. Simmons jako James Gordon
- Ciarán Hinds jako Steppenwolf
- Harry Lennix jako Calvin Swanwick / Martian Manhunter
- Amber Heardová jako Mera
- Jared Leto jako Joker
- Joe Manganiello jako Slade Wilson / Deathstroke
- Kiersey Clemons jako Iris West
- Zheng Kai jako Ryan Choi
- Ray Porter jako Uxas / Darkseid